# Christian Trombini
Christian Trombini (Torino, 23 gennaio 1973) è un ex calciatore italiano, di ruolo portiere.

## Caratteristiche tecniche
Portiere fisicamente imponente, era freddo e abile nelle uscite.

## Carriera
Erede di una famiglia di portieri, cresce nelle giovanili della Juventus diventando titolare della squadra Primavera nel 1991; viene aggregato alla prima squadra come terzo portiere nella stagione 1992-1993, sedendo diverse volte in panchina.
Nel 1993 viene mandato in prestito alla Massese, in Serie C1, alternandosi ad Andrea Pierobon; l'anno successivo passa alla Pistoiese, dove è relegato al ruolo di riserva di Angelo Pagotto. Disputa poi una stagione al Montevarchi, sempre in terza serie.
Dopo due stagioni da riserva rescinde il contratto con la Juventus, e nel febbraio 1997 firma per la Pro Vercelli, in Serie C2, contribuendo in modo decisivo alla salvezza dei piemontesi. Dopo un'ulteriore stagione a difesa della porta vercellese, nel 1998 passa agli svizzeri dello Zurigo, ingaggiato a causa dell'infortunio del titolare Ike Shorunmu e della sua riserva.
Con la formazione svizzera disputa due campionati e mezzo, debuttando anche nella Coppa UEFA 2000-2001, in occasione della sconfitta interna per 2-1 contro il Genk. Nel 2000 torna in Italia, ingaggiato prima dal Riccione e poi dal neonato Canavese, entrambi in Serie D. Chiude la carriera con un biennio nella Rivarolese.

## Palmarès

### Club

#### Competizioni nazionali
- Coppa Svizzera: 1

Zurigo: 1999-2000

#### Competizioni internazionali
- Coppa UEFA: 1

Juventus: Coppa UEFA 1992-1993